# Дамар (мухафаза)
Дамар (араб. ذمار) - одна з 21 мухафази Ємену.
- Площа становить 9495 км².
- Адміністративний центр - місто Дамар.

## Географія
Розташована на заході центральної частини країни. Межує з мухафазах: Ель-Бейда (на сході), Ібб (на півдні), Ходейда і Рейма (на заході), Санаа (на півночі). Рельєф мухафази змінюється від глибоких долин до високих гір і піднесених плато. У середньому висота території над рівнем моря варіюється від 1600 до 3200 м.

## Клімат
В цілому для центральних і східних районів мухафази характерний більш холодний клімат, ніж для західних схилів і долин. Середні температури змінюються, залежно від конкретного району, від 10°С до 19°С влітку і від 8°С до -1°С взимку.

## Економіка
Важливою сільськогосподарською культурою регіону є кава. Поширені вівчарство і козівництво, розводять також коней арабської породи.

## Населення
За даними на 2013 рік чисельність населення становила 1686159 осіб.
Динаміка чисельності населення мухафази по роках:
| 1988    | 1994    | 2004      | 2013      |
| ------- | ------- | --------- | --------- |
| 698 800 | 981 674 | 1 339 229 | 1 686 159 |